# 田公它成
田公它成（？—？），羋姓，名它成，春秋時期楚国的王孫，祖父是楚平王。
田公它成封在田地，稱田公。《荀子·非十二子》楊倞注引《世本》：“楚平王孫有田公它成。”